# Ioan D. Pastia
Ioan D. Pastia (n. 1861, Iași – d. 26 august 1877, Grivița, Bulgaria) este un erou al Războiului de Independență căzut pe câmpul de luptă în asaltul redutei Grivița.

## Biografie
Ioan D. Pastia s-a născut la Iași, tatăl său Scarlat Pastia, jurist și filantrop, fiind primar al municipiului Iași între anii 1877-1879. A avut un frate mai mare, Constantin Pastia, care a urmat studii de medicină la Facultatea de Medicină din Montpellier, Franța. În 1875, după terminarea școlii primare, Ioan Pastia s-a înscris la Liceul Național din Iași. În 1877, la decretarea mobilizării, se înrolează voluntar în Regimentul 5 Linie Iași, datorită vârstei, fiind doar copil de trupă. Fratele său revine din Franța și se angajează voluntar fiind repartizat ambulanței Diviziei a IV-a, aflată sub comanda generalului dr. Carol Davila.
Pe 20 iulie 1877 Regimentele 13 Dorobanți și 5 Linie din Iași au trecut Dunărea îndreptându-se spre Plevna. În cursul atacului redutei Grivița copilul de trupă voluntar Pastia a fost rănit mortal de un obuz și a fost transportat la ambulanța Diviziei a IV-a unde primele îngrijiri i-au fost acordate chiar de fratele său, Constantin Pastia. În brațele fratelui său ultimele cuvinte i-au fost: „Sărutați-mă încă o dată și salutați din partea mea patria și pe ai mei”.Conform memorialiștilor a fost avansat la gradul de sergent cu o zi înainte de atac. La atac a participat cu galoane de caporal.

## Piesa de teatruȘoimii
În timp ce se documenta pentru scrierea romanului Șoimii au trecut Dunărea ce urma să apară cu ocazia Centenarului Independenței, scriitorul Petru Vintilă a găsit în arhive jurnalul de front al corespondentului de război italian Marc Antonio Canini în care era menționat episodul dramatic al morții voluntarului Pastia.[A] Impresionat de patriotismul lui Ioan Pastia, Petru Vintilă a scris piesa de teatru Șoimii care a fost prezentată în premieră pe 25 martie 1977 pe scena Teatrului de Stat „Victor Ion Popa” din Bârlad.

## In memoriam
O stradă din Iași poartă numele de „Strada Ioan D. Pastia”. 